# إلكا كوسكي
إلكا كوسكي (بالفنلندية: Ilkka Koski)‏ (10 يونيو 1928 – 28 فبراير 1993) هو ملاكم فنلندي راحل، مثّل بلاده في الألعاب الأولمبية الصيفية 1952 وحقق الميدالية البرونزية في فئة الوزن الثقيل.

## روابط خارجية
إلكا كوسكي على موقع بوكس ريك (الإنجليزية) (registration required)
- إلكا كوسكي على موقع أوليمبيديا (الإنجليزية)